# Жазири, Сейфеддин
Сейфеддин Жазири (араб. سيف الدين الجزيري‎; род. 12 февраля 1993, Тунис) — тунисский футболист, нападающий египетского клуба «Замалек» и сборной Туниса.

## Игровая карьера

### Клубная карьера
Начал карьеру в «Клуб Африкен», в составе которого играл с 2011 по 2017 год, играя также по арендам; в составе «Африкен» он выигрывал чемпионат и кубок Туниса. 
В 2017 году перешёл в египетский клуб «Танта», в котором отыграл целый сезон.
Затем вернулся на родину, где присоединился к клубу «Стад Габесьен», а затем вернулся в Египет и играл за клуб «Эраб Контракторс». Был отдан в аренду клубу «Замалек», к которому присоединился затем на постоянной основе и выиграл с командой два чемпионских титула, став в команде одним из ключевых игроков.
17 июня 2023 года подписал с клубом новый однолетний контракт.

### Международная карьера
Зимой 2022 года в составе сборной Туниса играл на Кубке Африки, где дошёл с командой до 1/4 финала. 
Осенью 2022 года был включён в состав сборной на ЧМ-2022, но на турнире не сыграл ни минуты.

## Достижения
«Клуб Африкен»
- Чемпион Туниса (1): 2014/15
- Обладатель Кубка Туниса (1): 2017

 «Замалек»
- Чемпион Египта (2): 2020/21, 2021/22
- Обладатель Кубка Египта (1): 2021/22